# Kipling (entreprise)
Pour les articles homonymes, voir Kipling (homonymie).
Kipling est une entreprise spécialisé dans la fabrication de sacs à main, sacs à dos, cabas, bagages et d'autres accessoires. 

## Histoire
Kipling est fondée en 1987 à Anvers, en Belgique. Kipling fait partie de VF Corporation depuis 2004. Aujourd'hui, Kipling compte 250 employés dans ses bureaux à Anvers, New Jersey, São Paulo et Hong Kong. Les sacs Kipling sont vendus dans plus de 80 pays à travers le monde.